# فهرست استانداران هرمزگان
این فهرست اسامی استانداران استان هرمزگان، (از سال تشکیل استان در سال ۱۳۴۶ تاکنون) می‌باشد.

## فرمانداران کل
- سید جلیل ناصح از ۲۸ تیر ۱۳۴۳[۲] تا ؟

## استانداران

### پهلوی
استان هرمزگان تا تاریخ ۵ مهر ۱۳۵۵، «استان ساحلی و بنادر و جزایر خلیج فارس و دریای عمان» نام داشت.
1. محمد یمین افشار از ۱ خرداد ۱۳۴۶[۳] تا ۴ دی ۱۳۴۷
2. منوچهر پیروز از ۴ دی ۱۳۴۷[۴] تا ۱۳۵۰
3. محمد ظهیری از ۲۵ آذر ۱۳۵۰[۵] تا ؟

### جمهوری اسلامی
| ر. | نام                  | نگاره | شروع            | پایان          | مدت        | دولت    | رئیس دولت | م.     |
| -- | -------------------- | ----- | --------------- | -------------- | ---------- | ------- | --------- | ------ |
| ۱  | نصرالله گرجی         |       | اسفند ۱۳۵۷      | تیر ۱۳۵۸       |            |         |           | [ ۶ ]  |
| ۲  | مرتضی بازرگان        |       | تیر ۱۳۵۸        | فروردین ۱۳۵۹   |            |         |           |        |
| ۳  | حسینعلی عظیمی        |       | ۱۳۵۹            | فروردین ۱۳۶۰   |            |         |           |        |
| ۴  | نوروز کهزادی         |       | فرودین ۱۳۶۰     | تیر ۱۳۶۲       |            | سوم     | موسوی     | [ ۷ ]  |
| ۵  | اکبر ترکان           |       | تیر ۱۳۶۲        | پاییز ۱۳۶۴     |            | سوم     | موسوی     | [ ۸ ]  |
| –  | خردمند               |       | . ۱۳۶۴          | بهمن ۱۳۶۶      |            | چهارم   | موسوی     |        |
| ۶  | نصرت‌الله تاجیک       |       | بهمن ۱۳۶۴       | بهمن ۱۳۶۴      |            | چهارم   | موسوی     |        |
| ۷  | احمد خرم             |       | بهمن ۱۳۶۶       | اردیبهشت ۱۳۷۱  | ۵۱ ماه     | چهارم   | موسوی     | [ ۹ ]  |
| ۷  | احمد خرم             | پنجم  | بهمن ۱۳۶۶       | اردیبهشت ۱۳۷۱  | ۵۱ ماه     | هاشمی   | ‏          |        |
| ۸  | سید جلیل سیدزاده     | پنجم  |                 | ۱۳۷۱           | مرداد ۱۳۷۳ | هاشمی   | ۲۶ ماه    | [ ۱۰ ] |
| ۸  | سید جلیل سیدزاده     | ششم   | ‏                | ۱۳۷۱           | مرداد ۱۳۷۳ | هاشمی   | ۲۶ ماه    |        |
| ۹  | غلامعباس زائری       | ششم   |                 | ۹ مرداد ۱۳۷۳   | آبان ۱۳۷۶  | هاشمی   | ۳۹ ماه    | [ ۱۱ ] |
| ۱۰ | فتح‌الله معین         |       | ۳۰ مهر ۱۳۷۶     | اسفند ۱۳۸۰     | ۵۲ ماه     | هفتم    | خاتمی     | [ ۱۲ ] |
| ۱۱ | عبدالحسن مقتدائی     |       | ۱۵ اسفند ۱۳۸۰   | آبان ۱۳۸۳      | ۳ سال      | هشتم    | خاتمی     | [ ۱۳ ] |
| ۱۲ | سید ابراهیم درازگیسو |       | ۲۷ آبان ۱۳۸۳    | مهر ۱۳۸۴       | ۱۱ ماه     | هشتم    | خاتمی     | [ ۱۴ ] |
| ۱۳ | عبدالرضا شیخ‌الاسلامی |       | ۱۳ مهر ۱۳۸۴     | ۲۷ بهمن ۱۳۸۵   | ۱۹ ماه     | نهم     | احمدی‌نژاد | [ ۱۵ ] |
| –  | احمد صادقی           |       | اسفند ۱۳۸۵      | اردیبهشت ۱۳۸۶  |            | نهم     | احمدی‌نژاد |        |
| ۱۴ | عبدالعلی صاحب‌محمدی   |       | ۲ اردیبهشت ۱۳۸۶ | ۱۹ مهر ۱۳۸۸    | ۳۰ ماه     | نهم     | احمدی‌نژاد | [ ۱۶ ] |
| –  | محمدحسن پرآور        |       | ۱۹ مهر ۱۳۸۸     | ۲۰ آبان ۱۳۸۸   |            | دهم     | احمدی‌نژاد | [ ۱۷ ] |
| ۱۵ | حسین هاشمی تختی      |       | ۲۰ آبان ۱۳۸۸    | ۲۷ شهریور ۱۳۹۰ | ۱۹ ماه     | دهم     | احمدی‌نژاد | [ ۱۸ ] |
| ۱۶ | ابراهیم عزیزی        |       | ۲۷ شهریور ۱۳۹۰  | ۲۹ آبان ۱۳۹۲   | ۲۵ ماه     | دهم     | احمدی‌نژاد | [ ۱۹ ] |
| ۱۷ | جاسم جادری           |       | ۲۹ آبان ۱۳۹۲    | ۲۲ شهریور ۱۳۹۶ | ۴۶ ماه     | یازدهم  | روحانی    | [ ۲۰ ] |
| ۱۸ | فریدون همتی          |       | ۲۲ شهریور ۱۳۹۶  | ۱۱ مهر ۱۴۰۰    | ۴۹ ماه     | دوازدهم | روحانی    | [ ۲۱ ] |
| ۱۹ | مهدی دوستی           |       | ۱۱ مهر ۱۴۰۰     | ۱۱ آذر ۱۴۰۳    | ۳۸ ماه     | سیزدهم  | رئیسی     | [ ۲۲ ] |
| ۲۰ | محمد آشوری تازیانی   |       | ۱۱ آذر ۱۴۰۳     | متصدی          |            | چهاردهم | پزشکیان   | [ ۲۳ ] |